# Niente da perdere (film 2018)
Niente da perdere (Nada a Perder) è un film del 2018 diretto da Alexandre Avancini.
È il primo di due film dedicati alla vita del predicatore brasiliano Edir Macedo, seguito da Niente da perdere 2 (2019).

## Trama
Brasile: Edir Macedo è un bambino nato con una malformazione alle mani che cresce in una famiglia molto religiosa. Dopo alcune iniziali incertezze, si avvicina anch'egli a Dio e inizia a frequentare una chiesa locale. Da adulto, mentre lavora in un ufficio della Lotteria nazionale, comincia ad uscire con Ester Bezerra, conosciuta nella stessa chiesa. I due si sposano, sebbene l'unione sia disapprovata dal locale sacerdote, e vivono all'inizio tempi duri, tanto che sono costretti ad andare a vivere per un periodo a casa dei genitori di lei. 

Il sogno di Edir è quello di evangelizzare le persone e salvare le anime e così, dopo che il sacerdote di cui sopra rifiuta di assegnargli un compito di questo tipo, dà una mano alla predicazione del cognato. Tuttavia quest'ultimo e un suo collega pastore non credono nelle sue potenzialità e lo maltrattano. Ester è incinta e si scopre alla nascita che la figlia è affetta da labbro leporino. Grazie a questo evento Edir sente in prima persona il dolore di coloro che soffrono e comprende che deve dedicarsi del tutto a Dio: si licenzia dal proprio lavoro e inizia a predicare in un parco pubblico. Uno dei fedeli un giorno gli confessa che la moglie soffre di una grave malattia e vuole che lui intervenga con la parola di Dio. Arrivato a casa dei due, Edir scopre che la donna è impossessata, ma lui riesce a liberarla con un esorcismo. Colmo di riconoscenza, il fedele lo aiuta a trovare un locale in affitto per fondare una chiesa. È necessaria però una garanzia, che viene concessa dalla madre di Edir, Geninha. La Chiesa universale del regno di Dio inizia ad attirare sempre più fedeli grazie a un messaggio evangelico basato non solo sulla fede, ma anche sulla promessa della risoluzione dei problemi quotidiani e della prosperità concessa da Dio. Il nuovo movimento fondato da Edir si pubblicizza in radio ed egli arriva a comprare un'emittente radiofonica. Una giovane donna porta il figlio neonato ad Ester durante una funzione religiosa affinché venga adottato; Edir lo accoglie come proprio figlio e lo chiama Moisés.

La sostanziosa crescita del nuovo movimento religioso infastidisce la gerarchia cattolica, che si rivolge alla classe politica brasiliana in modo da ostacolarlo o ridurlo al silenzio. Ad Edir viene intimato dal ministro delle comunicazioni di non tenere i suoi eventi religiosi nei due stadi Maracanã e Maracanãzinho di Rio de Janeiro in concomitanza con la visita del Papa a Natal nel Rio Grande do Norte. Gli eventi si svolgono ugualmente.
Edir è ormai molto potente e seguito e riesce ad acquistare l'emittente televisiva RecordTV in rate mensili, ma senza alcuna garanzia. L'accordo preso vuole che alla mancata corrispondenza di una rata l'investitore perda l'intera somma spesa. Edir è nei guai, non riuscendo a trovare i soldi necessari per una rata e si inginocchia per pregare Dio. Giunge poco dopo un evento inaspettato dal carattere miracoloso: il presidente Collor vara un programma economico-finanziario (Plano Real) che prevede un tasso di cambio sopravvalutato della moneta. Moltissime persone perdono i propri risparmi, ma il vescovo Edir può pagare la propria rata. Nell'ultimo atto della sua presidenza, giacché è stato posto sotto impeachment, il presidente concede la licenza per emettere a RecordTV. Poco dopo, Edir viene accusato di essere un ciarlatano e arrestato; nei giorni seguenti vive un grande sconforto tra le sbarre, nonostante le visite della moglie e della madre. Una grande folla si raduna quindi fuori dal luogo in cui è detenuto per manifestargli il proprio appoggio cantando. Al vescovo viene chiesto dalla polizia di parlare alla folla affinché rimanga pacifica. A seguito di un giudizio, egli viene assolto dalle accuse e liberato. Si reca quindi in chiesa per ringraziare Dio.
Infine, nell'ultima scena del film, Edir viene svegliato nel cuore della notte da un proprio collaboratore che gli rivela che i suoi fedeli sono perseguitati e l'esistenza stessa della chiesa è in pericolo.